# Sven Kmetsch
Sven Kmetsch (obersorbisch Sven Kmjeć; * 13. August 1970 in Bautzen) ist ein ehemaliger deutscher Fußballspieler und jetziger Fußballtrainer.

## Karriere als Spieler

### Verein
Kmetsch begann seine Karriere bei der BSG Motor Großdubrau und der BSG Motor Bautzen. 1981 wechselte er in die Nachwuchsabteilung von Dynamo Dresden und wurde mit der Juniorenmannschaft 1988 DDR-Meister. In der DDR-Oberliga absolvierte Kmetsch neun Spiele und schoss dabei ein Tor. Zwischenzeitlich war Kmetsch aufgrund der 1989/90 eingeräumten Gastspielgenehmigung für Oberligaakteure auch für die Zweitligisten TSG Meißen und FC Stahl Riesa am Ball. Nach der Wiedervereinigung und der Zusammenführung von ost- und westdeutschem Fußball spielte er von 1991 bis 1995 mit Dynamo Dresden in der 1. Bundesliga. Nachdem Dynamo Dresden 1995 abstieg und die Lizenz auch für die 2. Bundesliga verweigert wurde, wechselte Kmetsch zum Hamburger SV, für den er in drei Spielzeiten insgesamt 80 Bundesligaspiele absolvierte. Von 1998 bis 2005 spielte Kmetsch für den FC Schalke 04, mit dem er 2001 und 2002 den DFB-Pokal gewann.

### Nationalmannschaft
1989 spielte er im Frühjahr in einem Match der Juniorenauswahl repräsentativ für den DFV. Im selben Jahr wurde Kmetsch in die Fußball-Olympiaauswahl der DDR berufen, mit der er sechs Ländervergleiche und weitere Testspiele bestritt. Noch vor Beginn der Qualifikationsspiele für die olympischen Sommerspiele 1992 wurde die Mannschaft im Zuge der deutschen Wiedervereinigung zurückgezogen.
Am 10. September 1997 debütierte Kmetsch in der deutschen Fußballnationalmannschaft. Er stand beim Spiel gegen Armenien in der Startaufstellung. Ein weiterer Einsatz kam für den damaligen HSV-Profi im Februar 1998 hinzu.

## Karriere als Trainer
2005 beendete er seine Karriere und wurde Co-Trainer der zweiten Mannschaft des FC Schalke 04. Nachdem Michael Büskens Trainer der ersten Mannschaft wurde, übernahm Kmetsch dessen Amt als Trainer der zweiten Mannschaft. Zur Saison 2008/09 wurde er Co-Trainer des neuen Trainers Markus Högner, nach dessen Entlassung im Mai 2009 übernahm Kmetsch zusammen mit dessen Nachfolger Oliver Ruhnert das Training der Mannschaft. Nachdem im Januar 2010 Oliver Ruhnert durch Michael Boris ersetzt wurde, verließ Kmetsch den Verein.
Am 7. November 2010 wurde Sven Kmetsch als neuer Co-Trainer des FC Ingolstadt 04 vorgestellt, fast genau ein Jahr später gab der FC Ingolstadt 04 am 9. November 2011 die Beurlaubung von Kmetsch und Chef-Trainer Benno Möhlmann bekannt. Im Januar 2012 wechselte Kmetsch zum FSV Frankfurt, der zuvor Möhlmann als Cheftrainer verpflichtet hatte. Am 18. Mai 2015 wurde er gemeinsam mit Möhlmann beurlaubt.
Am 13. Oktober 2015 folgte er Benno Möhlmann zum TSV 1860 München. Dort wurden beide am 19. April 2016 freigestellt. Am 23. Juni 2016 kehrte Kmetsch, als Co-Trainer des FC Schalke 04 II zurück.
Zur Saison 2017/18 übernahm er unter Benno Möhlmann den Posten des Co-Trainers bei Preußen Münster. Am 10. Dezember 2017 wurde er zusammen mit Möhlmann freigestellt.
Zur Saison 2021/22 übernahm er den Posten als Cheftrainer des Bezirksligisten SV Lippramsdorf, mit welchem er Platz 8 erreichte. In der Saison 2022/23 belegte Sven Kmetsch mit dem SV Lippramsdorf Platz 16 und stieg in die Kreisliga ab.